# Parafia Świętej Trójcy w Górze
Parafia Świętej Trójcy w Górze – rzymskokatolicka parafia należąca do dekanatu inowrocławskiego II w archidiecezji gnieźnieńskiej. Przy kościele parafialnym znajduje się cmentarz.

## Rys historyczny
- ok. XII w. – kościół wybudowany i ufundowany przez Kapitułę Kruszwicką, początkowo pod wezwaniem Najświętszej Maryi Panny
- XVI w. – kościół w posiadaniu protestantów
- XVIII w. – w czasie przemarszu wojsk napoleońskich świątynia uległa spaleniu
- 1829 r. – z fundacji szambelana Józefa Kościelskiego wybudowano obecną świątynię

## Dokumenty
Księgi metrykalne:
- ochrzczonych od 1796 roku
- małżeństw od 1796 roku
- zmarłych od 1796 roku

## Zasięg parafii
Do parafii należą wierni z miejscowości: Arturowo, Dulsk, Dziennice, Góra, Jaronty, Karczyn wieś, Karczyn PGR, Karczyn PKP, Łąkocin, Łojewo, Ostrowo Krzyckie, Pławinek, Sikorowo, Witowy.